# Netzstahl
Netzstahl ist ein Gemeindeteil der Stadt Waldsassen im oberpfälzischen Landkreis Tirschenreuth.

## Geografie
Netzstahl liegt im Oberpfälzer Wald, nahe der Grenze zur Tschechischen Republik. Der Weiler liegt drei Kilometer westlich von Waldsassen.

## Geschichte
Das bayerische Urkataster zeigt den damals noch als „Netzstall“ bezeichneten Ort in den 1810er Jahren als kleine Ansiedlung, die aus fünf etwas verstreut gelegenen Herdstellen besteht. Vier dieser Anwesen sind als stattliche Vierseithöfe gebaut, beim fünften handelt es sich um ein alleinstehendes Haus. Bis in die 1970er Jahre hinein gehörte Netzstahl zu der Gemeinde Kondrau. Im Zuge der bayerischen Gebietsreform wurde diese aufgelöst und der Hauptort samt Netzstahl nach Waldsassen eingegliedert.

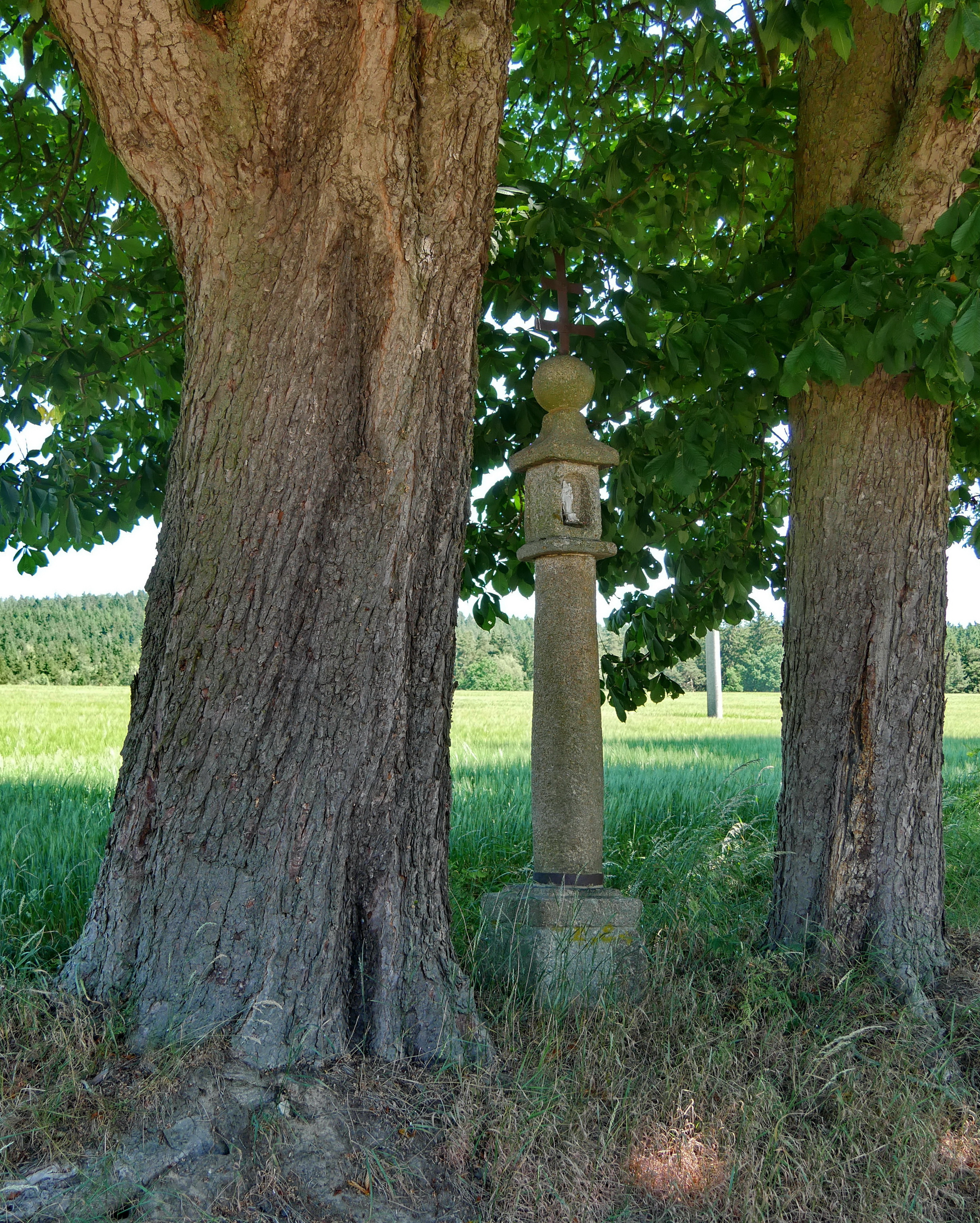
Ein nördlich des Ortes gelegener granitener Säulenbildstock

| Jahr          | 001900 | 001925 | 001950 | 001961 | 001970 | 001987 |
| Einwohnerzahl | 59     | 48     | 41     | 40     | 45     | 43     |

## Baudenkmäler
- Liste der Baudenkmäler in Netzstahl